# نجیبه مالکووا
نجیبه مالکووا (ترکی آذربایجانی: Najiba Malikova؛ ۲۵ اکتبر ۱۹۲۱ – ۲۷ ژوئیه ۱۹۹۲) بازیگر سینما و تئاتر اهل کشور جمهوری آذربایجان بود.
از فیلم‌ها یا برنامه‌های تلویزیونی که وی در آن نقش داشته‌است می‌توان به آرشین مال آلان و به نام قانون اشاره کرد.